# シャルル・レヴェック
ジャン・シャルル・レヴェック ( 仏: Jean Charles Lévêque 1818年8月7日生 - 1900年1月4日没 )はボルドー生まれのフランスの哲学者であり形而上学と美学に関する著作を残した。フランスのムードンで81歳で亡くなった。

## 生涯
父親はフランスの治安判事 (フランス)だった。1836年に文学系バカロレアを取得し、その後2年間、ボルドー大学の校長秘書および副学長として勤務した。
1838年から1841年まで高等師範学校に通学し、1839年に文学の学士号取得し、1840年に理学バカロレア物理学 ( 仏: baccalauréat de sciences physiques )を取得。1842年8月には哲学のアグレガシオン ( 仏: Agrégation de philosophie )に合格した。
1841年から1842年の間、アングレーム高等学校で哲学の授業を担当し、続いて1842年から1846年までブザンソン高等学校の哲学教授を務めた。
1846年12月24日にギリシアのアテネ・フランス学院の創設に際してそのメンバーに任命され、同学院に2年間滞在した。
帰国後、1848年9月にトゥールーズ高等学校の哲学教授に任命された。
1852年11月17日、パリ大学で文学博士号 ( 仏: docteur ès lettres )を取得。1853年9月、ブザンソン大学で哲学講座を担当。翌年にはナンシー大学へ異動し、1854年11月末にはソルボンヌ大学の哲学史講座の代理教授に任命された。
1857年1月9日、コレージュ・ド・フランスでギリシア・ローマ哲学の講座を担当。1861年12月23日には同講座の正教授に昇格した。
1859年、フランス人文院主催の「美の科学の原理」に関する懸賞論文に入選し、当該論文は1861年に出版された。同年にはアカデミー・フランセーズおよびフランス芸術アカデミーの各賞を受賞した。1865年5月5日には倫理・政治科学アカデミーの正会員に選出された。
晩年には、彼の名を冠した形而上学賞 ( 仏: Prix Charles Lévêque de métaphysique )が設立された。
また、フランス国家よりレジオンドヌール勲章オフィシエの称号を授与されている。
1900年、アンリ・ベルクソンがコレージュ・ド・フランスの講座を継承し、レヴェックの後任となった。

## 著書
- Le Premier moteur et la nature dans le système d' Aristote  (1852) (thèse de doctorat de Charles Lévêque)
- Notice sur la vie et les œuvres de Ch. Simart (1857)
- La Science du beau étudiée dans ses applications et dans son histoire (2 volumes, 1861) texte en ligne
- Le Spiritualisme dans l'art, Éd. Jean-Baptiste Baillière, coll. Bibliothèque de philosophie contemporaine (1864)
- Études de philosophie grecque et latine (1864)
- Les Derniers jours de la théologie païenne : Proclus et son dieu (1865)
- La Science de l'invisible : études de psychologie et de théodicée, Éd. Jean-Baptiste Baillière, coll. Bibliothèque de philosophie contemporaine (1865)
- Les Harmonies providentielles, Hachette, coll. La Bibliothèque des merveilles (1872) オンライン版